# J. Bennett Johnston
John Bennett Johnston Jr., född 10 juni 1932 i Shreveport, Louisiana, död 25 mars 2025 i McLean i Fairfax County, Virginia, var en amerikansk demokratisk politiker. Han representerade delstaten Louisiana i USA:s senat 1972–1997.
Johnston gick i skola i C.E. Byrd High School i Shreveport. Han studerade vid Washington and Lee University, United States Military Academy och Louisiana State University. Han inledde 1956 sin karriär som advokat i Shreveport.
Senator Allen J. Ellender avled 1972 i ämbetet. Guvernör Edwin Edwards utnämnde sin dåvarande hustru Elaine S. Edwards till senaten fram tills ordinarie senatsvalet senare samma år. Johnston vann valet som gällde den kommande sexåriga mandatperioden och tillträdde sedan 14 november 1972 sitt ämbete som senator för efter att ha blivit utnämnd för de sista veckorna av Ellenders kvarvarande mandatperiod. Johnston omvaldes 1978, 1984 och 1990. Han kandiderade inte till omval i senatsvalet 1996 och efterträddes i januari 1997 som senator av Mary Landrieu.